# Achyrocline latifolia
Achyrocline latifolia là một loài thực vật có hoa trong họ Cúc. Loài này được Wedd. mô tả khoa học đầu tiên.